# Tiếng Tày Tấc
Tiếng Tày Tấc là một ngôn ngữ Tai Tây Nam, được sử dụng ở Mường Tấc (Muang Tâk), nay thuộc huyện Phù Yên, mạn đông tỉnh Sơn La, Việt Nam, nơi người dân còn được gọi là Thái Trắng (Donaldson & Edmondson 1997: 235).
Tiếng Tày Tấc có hệ thống bảng chữ cái riêng. Có 22 phụ âm, 13 nguyên âm, 6 cho âm tiết mở và 3 cho âm tiết đóng.